# Transformacija (genetika)
V molekularni biologiji je transformacija genetska sprememba celice, do katere pride zaradi neposredne absorpcije in vključitve eksogenega genskega materiala iz njegove okolice skozi celično membrano. Za transformacijo morajo biti bakterije, ki prevzemajo eksogeni genski material kompetentne, kar je v naravi posledica odziva na stresne pogoje (stradanje in gostota celic), kompetenco pa lahko dosežemo tudi v laboratoriju.
Transformacija je eden od treh načinov horizontalnega prenosa genov, pri katerem eksogeni genski material prehaja iz ene bakterije v drugo. Druga dva načina sta še konjugacija in transdukcija. Transformacija je posledica prilagoditve na popravljanje poškodovane DNK, podedovane od prokariontskih prednikov. Na tak način se povečuje tudi genetska raznolikost.
Od leta 2014 je znanih približno 80 vrst bakterij, ki so sposobne transformacije (število je približno enakomerno porazdeljeno med gram-pozitivnimi in gram-negativnimi bakterijami). Številka je morda precenjena, saj je kar nekaj poročil podprtih le s posamezni dokumenti.

## Zgodovina
Transformacijo v bakteriji je leta 1928 prvič prikazal britanski bakteriolog Frederick Griffith.  Ugotovil je, da lahko sev Streptococcus pneumoniae naredi virulenten, če ga izpostavi virusu, ki je bil toplotno ubit. Leta 1944 so Oswald Avery, Colin MacLeod in Maclyn McCarty takšen princip transformacije označili kot genetski. Izolirali so DNK iz virulentnega seva Streptococcus pneumoniae in z uporabo samo tega DNK so lahko naredili varen sev virulenten. Takšno vpeljavo so poimenovali transformacija (Avery-MacLeod-McCartyjev poskus). Ta eksperiment je bil sprva skeptično sprejet v znanstvenih krogih, vse dokler ni prišlo do napredka pri razumevanju genetskih markerjev in odkritja drugih procesov prenosa genov (konjugacije leta 1947 in transdukcije leta 1953).
V poznih osemdesetih letih je bila razvita transformacija z uporabo elektroporacije, kar je povečalo učinkovitost in-vitro transformacij in število bakterijskih sevov, ki jih je mogoče transformirati.
Leta 1982 so prvič izvedli prenos gena za rastni hormon  iz podgane v mišji zarodek in tako odkrili transformacijo živalskih celic. 

## Terminologija
Transformacija je eden od treh načinov horizontalnega prenosa genov, ki se pojavljajo v naravi med bakterijami. DNK, ki kodira določeno lastnost se prenese iz ene bakterije v drugo in se lahko integrira v genom druge bakterije s homologno rekombinacijo. Genetski material prehaja skozi vmesni medij in absorpcija je popolnoma odvisna od prejemne bakterije. Druga dva načina prenosa genov sta konjugacija (gen se prenaša z neposrednim stikom med bakterijama) in transdukcija (vstavitev tuje DNK s pomočjo bakteriofagnega virusa). 
Kompetenca se nanaša na začasno stanje celic, ki omogoča sprejetje eksogene DNK iz okolja in se lahko izvede v laboratoriju.
Pojem transformacija se lahko uporablja tudi za opisovanje vstavljanja novega genskega materiala v nebakterijske celice, vključno z živalskimi in rastlinskimi celicami. Transformacija v živalski celični biologiji ima drugačen pomen, in sicer pomeni, da so celice pridobile lastnosti rakavih celic, zato se za živalske celice uporablja pojem transfekcija, ki predstavlja spremembo celičnega materiala z vnosom DNK.

## Naravna kompetenca in transformacija
Naravno kompetenčne bakterije nosijo skupine genov, ki zagotavljajo, da beljakovinski mehanizem prenese DNK preko celične membrane. Prenos eksogene DNK v celico lahko zahteva proteine, ki sodelujejo pri sestavljanju sistema pilus tipa II, tipa IV, kot tudi DNK translokazni kompleks na citoplazemski membrani.
Zaradi razlik v strukturi celičnega ovoja med gram-pozitivnimi in gram-negativnimi bakterijami obstajajo nekatere razlike v mehanizmih absorpcije DNK v teh celicah, vendar jih ima večina skupne lastnosti, ki vključujejo sorodne proteine. DNK se najprej veže na površino kompetentnih celic na DNK receptorju in preide skozi DNK citoplazemsko membrano preko DNK translokaze. Samo enoverižna DNK lahko prehaja skozi membrano, pri čemer se druga veriga razgradi z nukleazami. Prenešena enoverižna DNK se nato lahko integrira v bakterijske kromosome s procesom, ki je odvisen od RecA. V gram-negativnih celicah, zaradi prisotnosti dodatne membrane, prenos DNK zahteva prisotnost kanala, ki ga tvorijo sekretini na zunanji membrani. Za kompetenco je verjetno pomemben tudi protein pilin, vendar njegova vloga še ni jasna. Absorpcija DNK je na splošno sekvenčno nespecifična, čeprav v nekaterih vrstah lahko prisotnost specifičnih sekvenc DNK olajša učinkovito absorpcijo DNK. 

### Naravna transformacija
Naravna transformacija je bakterijska adaptacija za prenos DNK, ki je odvisna od izražanja številnih bakterijskih genov, katerih produkti  so odgovorni za ta proces. Na splošno je transformacija kompleksen, energetsko zahteven razvojni celični proces. Da se bakterija veže, absorbira in rekombinira eksogeno DNK v svoj kromosom, mora biti kompetentna, kar pomeni, da mora biti v posebnem fiziološkem stanju. Razvoj kompetentnosti v Bacillus subtilis zahteva izražanje približno 40 genov. DNK, vgrajena v kromosom gostitelja, običajno (z redkimi izjemami) izhaja iz druge bakterije iste vrste in je tako homologna rezidenčnemu kromosomu.
Kompetenco za transformacijo po navadi povzroča visoka gostota celic in/ali prehranske omejitve ter pogoji, ki so povezani s stacionarno fazo bakterijske rasti. Transformacija pri Haemophilus influenzae je najbolj učinkovita na koncu eksponentne rasti, ko se bakterijska rast približa stacionarni fazi. Transformacija pri bakteriji Streptococcus mutans, pa tudi pri številnih drugih streptokokih, se pojavlja pri visoki celični gostoti in je povezana s tvorbo biofilma.
Obstaja domneva, da nekateri bakteriofagi s sproščanjem nepoškodovane gostiteljske in plazmidne DNK prispevajo k transformaciji.

### Transformacija kot prilagoditev popravljanja poškodovane DNK
Kompetenco specifično povzročijo poškodbe DNK. Na primer, transformacijo v Streptococcus pneumoniae povzroči sredstvo za premreženje DNK (mitomicin C) in fluorokinolon (inhibitor topoizomeraze, ki povzroči prekinitev dvovijačne verige). V Bacillus subtilis se transformacija poveča zaradi UV svetlobe, ki povzroča poškodbo DNK.  UV svetloba povzroči kompetenco tudi pri L. pneumophila.. 
Da bi preizkusili ali je transformacija prilagoditvena funkcija za popravilo poškodb DNK, so izvedli vrsto eksperimentov z B. subtilis, ki so jih obsevali z UV svetlobo kot škodljivim sredstvom. Rezultati teh poskusov so pokazali, da transformacija DNK omogoča popravilo potencialno smrtonosne DNK poškodbe, ki jo ustvari UV-svetloba v prejemni DNK. Transformacijo v bakterijah je mogoče obravnavati kot primitivni spolni proces, saj vključuje interakcijo homologne DNK iz dveh posameznikov, z namenom, da se tvori rekombinantna DNK, ki se prenese na naslednje generacije. Bakterijska transformacija v prokariontih je morda podedovan proces, ki je povzročil mejotično spolno razmnoževanje v evkariontih.

## Metode in mehanizmi transformacije v laboratorijih

### Bakterije
Umetno kompetenco lahko povzročimo z laboratorijskimi postopki, tako da bakterijo izpostavimo pogojem, ki običajno niso prisotni v naravi.  Pri tem celice postanejo pasivno prepustne za DNK. Za doseganje takšnih pogojev se celice inkubirajo v raztopini, ki vsebuje dvovalentne katione (pogosto  kalcijev klorid, ki moti celično membrano) pri mrzlih pogojih, na kar celice izpostavimo vročinskemu valu (toplotni šok). Kalcijev klorid delno moti površino celične membrane, kar omogoči, da lahko rekombinantna DNK vstopi v gostiteljsko celico. Celice, ki lahko absorbirajo DNK, se imenujejo kompetentne celice.
Ugotovljeno je bilo, da rast gram-negativnih bakterij v 20 mM magneziju zmanjšuje število vezi med proteini in lipopolisaharidi s povečanjem razmerja med ionskimi in kovalentnimi vezmi, kar poveča poroznost membrane in olajša transformacijo. 
Elektroporacija je druga metoda za transformacijo (kompetentnih) celic. Pri tej metodi so celice na kratko šokirane z električnim poljem 10-20 kV/cm, pri kateri naj bi nastajale luknje v celični membrani, skozi katere lahko vstopi plazmidna DNK. Po električnem šoku luknje hitro zapirajo mehanizmi za popravilo membrane celice.

### Kvasovke
Večina vrst kvasovk, vključno s Saccharomyces cerevisiae, se lahko trasformira. Razvili so več metod za olajšanje te transformacije pri visoki frekvenci v laboratoriju.
- Celice kvasovk se lahko obdelajo z encimi, ki razgradijo celične stene, nastanejo sferoplasti. Te celice so potem zelo krhke, vendar prevzamejo tujo DNK z visoko stopnjo. 
[21]
- Izpostavljenost celic kvasovk alkalijskim kationom, kot sta cezij ali litij, omogoči celicam, da prevzamejo plazmidno DNK.[22] Kasnejši postopki so posnemali takšen način transformacije in ga posodobili z uporabo  litijevega acetata, polietilenglikola in enoverižne DNK.[23] V teh postopkih se enoverižna DNK prednostno veže na celično steno kvasovk, kar preprečuje vezavo plazmidni DNK in jo pusti, da je na voljo za transformacijo.[24]
- Elektroporacija: enak postopek kot je opisan pri bakterijah..[25]
- Za transformacijo celic kvasovk se lahko uporabljajo tudi prebavni encimi ali mešanje s steklenimi kapljicami.  [26][27]

Učinkovitost transformacije je med različnimi rodovi in vrstami kvasovk različna. 

### Rastline
Za prenos DNK v rastlinske celice obstaja veliko metod. 
Nekatere prenašalne metode z vektorji so:  
- Najbolj enostavna in preprosta transformacija rastlin je transformacija z Agrobacterium. Rastlinska tkiva se narežejo na majhne koščke cca. 10x10mm in se potopijo za deset minut v tekočo suspenzijo Agrobacterium. Bakterije se bodo pritrdile na celice, ki so bile izpostavljene rezanju. Izloček rastlinskih celic vsebuje fenole, ki delujejo regulatorno na virulenco operona Agrobacterium. Virulenten operon vsebuje veliko genov, ki kodirajo proteine, ki so del tipa IV sekrecijskega sistema, ki izvaža bakterijske proteine in DNK v rastlinske celice skozi strukture imenovane pilusi. Prenešena DNK (imenovana T-DNK) je vodena do jedra z jedrnimi lokalizacijskimi signali, ki so prisotni v proteinu VirD2 v Agrobacterium, ki je kovalentno vezan na koncu T-DNK. Podrobnosti vključitve T-DNK v rastlinsko gostiteljsko celico se še raziskujejo. Ob predpostavki, da je bil v T-DNK vključen selekcijski marker (na primer gen za odpornost proti antibiotikom), se lahko transformirano rastlinsko tkivo kultivira na selektivnih medijih za proizvodnjo poganjkov. Poganjki se nato prenesejo v drug medij, ki spodbuja nastanek korenin. Ko korenine začnejo rasti iz transgenskih poganjkov, se lahko rastline prenesejo v tla, kjer dopolnijo normalni življenjski cikel (naredijo seme). Semena iz te prve rastline (imenovane T1, za prvo transgeno generacijo) se lahko posadijo na selektivno  gojišče (ki vsebuje antibiotik). V primeru, da je bil uporabljen gen za odpornost proti herbicidu, se lahko posadi v tla, ki jih nato obdelamo s herbicidom. Čeprav številnih rastlin ni mogoče transformirati s to metodo, se nadaljujejo raziskave, ki še naprej dodajajo seznam vrst, ki so bile tako uspešno spremenjene.
- Virusna transformacija (transdukcija): gre za pakiranje želenega genskega materiala v primeren rastlinski virus nakar ta spremenjeni virus okuži rastlino. Če je genetski material DNK, se lahko s kromosomi rekombinira in  proizvede transformirane celice. Vendar pa so genomi večine rastlinskih virusov sestavljeni iz eno verižnih RNK, ki se reproducira v citoplazmi okužene celice. Za takšne genome je ta metoda oblika transfekcije in ne resnična transformacija, ker vstavljeni geni nikoli ne dosežejo jedra celice in se ne vključijo v gostiteljski genom. Potomstvo okuženih rastlin je brez virusov in tudi brez vnesenega gena.

Nekatere prenašalne metode brez vektorjev:
- Genska pištola: Delci zlata ali volframa so obloženi z DNK in  so nato ustreljeni v mlade rastlinske celice ali rastlinske zarodke. Nekateri genski materiali bodo ostali v celicah in jih preoblikovali. Ta metoda omogoča transformacijo rastlinskih plastidov. Učinkovitost transformacije je nižja kot pri transformaciji z Agrobacterium, vendar se večina rastlin lahko transformira s to metodo.
- Elektroporacija: enak postopek kot je opisan pri bakterijah.[29]

### Živali
Vstavitev DNK v živalske celice se imenuje transfekcija.

## Praktični vidiki transformacije v molekularni biologiji
Učinkovitost, s katero lahko določena kultura absorbira eksogeno DNK in izrazi svoje gene, je znana kot učinkovitost transformacije in se meri v enoti za oblikovanje kolonije (cfu) na μg uporabljene DNK. 
Pri transformaciji s kalcijevim kloridom celice pripravimo s hlajenjem celic v prisotnosti Ca2+ v raztopini CaCl2. Pri tem celica postane prepustna za plazmidno DNK. Celice inkubiramo na ledu z DNK in jih nato na kratko toplotno šokiramo (npr. 42 ° C za 30-120 sekund). Ta metoda običajno zelo dobro deluje pri krožni plazmidni DNK, ne pa pri linearni, verjetno zato ker naravne eksonukleaze hitro razgrajujejo linearno DNK. Nasprotno pa se običajno celice, ki so naravno kompetentne bolj učinkovito transformirajo z linearno DNK kot s plazmidno DNK. 
Učinkovitost transformacije z uporabo CaCl2  se manjša z večanjem velikosti plazmida, zato je elektroporacija lahko bolj učinkovita metoda za absorpcijo velike plazmidne DNK. Celice, ki se uporabljajo pri elektroporaciji, pripravimo tako, da jih najprej operemo v hladni dvojno destilirani vodi, da odstranimo nabite delce, ki lahko med postopkom elektroporacije ustvarjajo iskrenje.

### Selekcija in rešetanje pri transformaciji plazmida
Pri transformaciji po navadi nastane relativno malo transformiranih celic in zelo veliko netransformiranih celic, zato moramo za nadaljnje postopke ločiti le-te. Plazmide označimo s selektivnim označevalcem, da pride pri celicah brez plazmida do ustavitve rasti ali smrti. Kot označevalec za prokarionte se pogosto uporablja odpornost proti antibiotikom. Transformiran plazmid vsebuje gen, ki daje odpornost proti antibiotiku na katerega so bakterije sicer občutljive. Zmes zdravljenih celic z antibiotikom gojimo na mediju, ki vsebuje antibiotik, na katerem rastejo le transformirane celice. Druga metoda je uporaba auksotrofnih markerjev, ki lahko kompenzirajo nezmožnost presnove nekaterih aminokislin, nukleotidov ali sladkorjev. Takšna metoda zahteva uporabo sevov, ki imajo pomanjkljivo sintezo ali uporabnost določenih biomolekul in medij, ki omogoča rast le tistim celicam, ki vsebujejo plazmid.
V eksperimentu s kloniranjem se lahko vstavi gen v plazmid, ki se uporablja za transformacijo. Vendar pa v takem poskusu vsi plazmidi ne vsebujejo uspešno vstavljenega gena. Zato se lahko uporabijo dodatne tehnike za pregled transformiranih celic, ki vsebujejo plazmid z vstavljenim genom. Strukturni geni, so lahko uporabljeni kot markerji, kot na primer lacZ gen (gen za ß-galaktozidazo) ki ga izkoriščamo pri belo-modrem testu. Test temelji na α-koplementaciji, kjer fragment lacZ gena (lacZα) v plazmidu lahko komplementira še en mutiran gen lacZ (lacZΔM15) v celici. Oba gena posebej proizvajata nefunkcionalne peptide, če pa se izrazita skupaj tvorita funkcionalno ß-galaktozidazo. Prisotnost ß-galaktozidaze lahko odkrijemo, če celice gojimo na gojiščnih ploščah, ki vsebujejo X-gal, v primeru, da je bakterija transformirana s plazmidom z vstavkom bodo nastale bele kolonije (uspešna ligacija moti gen lacZα in ne more nastati nobena funkcionalna β-galaktozidaz), v primeru, da bakterije vsebujejo prazen plazmid pride do modrega obarvanja.
Drugi pogosto uporabljani strukturni geni so zeleni fluorescentni proteini (GFP), ki proizvaja celice, ki sijejo zeleno pod modro svetlobo in encim luciferazo, ki katalizira reakcijo z luciferinom za oddajanje svetlobe. Rekombinantno DNK lahko tudi odkrijemo z uporabo drugih metod, kot je hibridizacija nukleinske kisline z radioaktivnim iskalnim RNK fragmentom. Celice, ki izražajo želeni protein iz plazmida, pa se lahko detektirajo z uporabo imunoloških metod.